# Хозин, Григорий Сергеевич
Григорий Сергеевич Хозин (9 августа 1933 года, Новосибирск, СССР — 6 апреля 2001 года) — советский и российский ученый-американист, специалист в области глобальных проблем и российско-американского научно-технического сотрудничества, переводчик, историк космонавтики.
Доктор исторических наук (1984), профессор (1993), действительный член Академии космонавтики имени К. Э. Циолковского (1996), в создании которой принимал непосредственное участие.

## Биография
В 1956 году окончил Военный институт иностранных языков.
В 1956—1958 гг. — офицер-воспитатель Суворовского училища (г. Минск).
В 1958—1960 гг. — начальник Бюро переводов Военно-воздушной Краснознаменной Академии (Монино, Московская область).
В 1960—1962 гг. — редактор Бюро переводов Академии им. Фрунзе.
В 1962—1968 гг. был сотрудником редакции журнала «Авиация и космонавтика».
В 1966—1973 гг. был председателем секции научной журналистики, членом правления Московской организации Союза журналистов СССР.
В 1968—1984 гг. работал в Институте США и Канады АН СССР; старший научный сотрудник, заведующий сектором.
В 1985—1994 гг. преподавал в МГУ имени М. В. Ломоносова: в 1987-1990 гг. — старший преподаватель кафедры истории и теории мирового рабочего и коммунистического движения философского факультета, в 1990—1994 гг. профессор кафедры социологии международных отношений социологического факультета.
В 1994 году возглавил Центр глобальных проблем Института актуальных международных проблем Дипломатической академии МИД РФ.
Лауреат премий и дипломов Московской организации Союза журналистов СССР, Общества «Знание», журнала «Человек и природа», Первого Всероссийского конкурса журналистов «Экология России».
Награжден 10 медалями, в том числе, деревянной.
Автор многочисленных статей, брошюр, глав в коллективных монографиях, книг.
Умер в 2001 году. Похоронен на Хованском кладбище.

## О нём
- Хозин Григорий Сергеевич // Иванян Э. А. Энциклопедия российско-американских отношений. XVIII—XX века. — Москва: Международные отношения, 2001. — 696 с. — ISBN 5-7133-1045-0.
- Григорий Сергеевич Хозин и гуманитарные проблемы космонавтики
- Страница на сайте «Космический мемориал».